# Fujiwara no Chōshi
Fujiwara no Chōshi, född 1218, död 1275, även känd som Takatsukasa-in, var en japansk kejsarinna, gift med kejsar Go-Horikawa.